# 祝婚歌
祝婚歌（しゅくこんか）
- 古代ギリシアが起源の西洋の詩、詩形。本項で詳述する。
- 日本の詩人、吉野弘の詩。

祝婚歌（epithalamium, エピタラミウム or epithalamion, エピタラミオン）は花嫁、とくに夫婦の部屋に行く途中の花嫁のために書かれた詩形を指す言葉。語源は、epi-（〜の）+thalamium(結婚式の部屋）。

## 歴史
ここでいう「祝婚歌」は元々古代ギリシア人の間で新郎新婦を誉め称える時の歌で、結婚式の部屋の出入り口にいるたくさんの少年少女によって歌われた。テオクリトスに関する注釈者によると、夜に歌われるものと、翌朝新郎新婦を起こすために歌われるものがあったという。どちらの場合も、歌の主旨は祝福の祈りと幸福の予言で、古代のヒュメナイオスのコーラスによって時々中断された。古代ローマにも似たような歌の習慣が流行したが、結婚式の客が帰った後、少女たちのみで歌われ、歌詞の中には現代の道徳観からみると非難されるであろう卑猥なものも多く含まれていた。

## 文学形式としての発展
多くの詩人たちによって、祝婚歌は特別の文学形式に発展し、洗練されていった。サッポー、アナクレオン、ステシコロス、ピンダロスらがこの形式の巨匠と見なされている。しかし、古代ギリシア文学の中で一番の好例とされるのは、テオクリトスの18番目の牧歌で、それはメネラーオスとヘレネー（トロイのヘレン）の結婚を祝したものであった。ラテン語文学では、Fescennine詩（en:Fescennine Verses）のギリシア・モデルから模倣された祝婚歌が基本形式となり、カトゥルスがサッポーの失われた頌歌に基づいて作った『テティスとペレウスの結婚』を手本にして、それを補い、気品を与えた。
後の時代では、スタティウス（en:Statius）、アウソニウス、シドニウス・アポリナリス（en:Sidonius Apollinaris）およびクラウディウス・クラウディアヌス（en:Claudian）らが古典ラテンの著名な祝婚歌作家たちである。それらはさらに、Buchanan、ジュール・セザール・スカリジェ、ヤコポ・サンナザロ（en:Jacopo Sannazaro）など多くの後世のラテン語詩人たちに模倣され、この形式はある時期大変な人気があった。
フランス文学ではピエール・ド・ロンサール、フランソワ・ド・マレルブ（en:François de Malherbe）、ポール・スカロン、イタリア文学では、d'Iarini、メタスタージオといった人々が祝婚歌を書いた。しかし、それ以上に広く賞賛されたのが、英文学のエドマンド・スペンサー『祝婚歌（結婚祝曲）』（1595年）である。英文学では他にも、ベン・ジョンソン、ジョン・ダン、フランシス・クォールズ（en:Francis Quarles）らが祝婚歌を作り、ベン・ジョンソンの友人サー・ジョン・サックリング（en:John Suckling (poet)）も『A Ballad Upon a Wedding』という祝婚歌を書いている。その中でサックリングは、滑稽で下品な描写と、セックスは差別をなくすものという考えで、普通のありふれた結婚式を愉快でわかりやすいものにした。
アルフレッド・テニスンの『イン・メモリアム』（en:In Memoriam A.H.H.）の終わりに出てくるテニスンの妹の結婚式について書いた詩は、まさに祝婚歌である。
E・E・カミングスも1923年の本『チューリップと煙突』（en:Tulips and Chimneys）の中にある詩『祝婚歌』でこの形式を使った。カミングスの『祝婚歌』は7つの八行連パートで構成され、無数の古代ギリシアへの言及を含んでいる。
たとえばウィリアム・シェイクスピアの戯曲『夏の夜の夢』などのように、「epithalamium」という語が詩の枠を越えて使われることもある